# 丹尼斯·劳
丹尼斯·劳，CBE（1940年2月24日—2025年1月17日），前蘇格蘭職業足球員，1950年代至1970年代活躍於英格蘭及義大利球壇，是當時最成功及入球能力最高的球員之一。1960年代的曼聯在慕尼黑空難後陷入低潮，隨著丹尼斯·劳的加盟，曼聯經歷過一段中興時期，他也獲尊為曼聯的「大帝」。他在1964年成為首位蘇格蘭球員獲得歐洲足球先生的榮譽，也是2002年首屆英格蘭足球名人堂入選人之一。2008年，曼联在主场老特拉福德球场竖立起丹尼斯·劳、乔治·贝斯特和鲍比·查尔顿三人的铜像，以表彰他们为俱乐部做出的贡献。

## 出身
丹尼斯·劳出生於蘇格蘭鴨巴甸一個貧窮的漁民家庭，是七名孩子中的小弟弟，有斜視的毛病。自小熱愛足球的他在16歲時加盟了英格蘭一支球會哈德斯菲尔德，年紀輕輕的他在這支球會得到重用，成為球隊的必然正選。經過三個球季的浸淫，19歲的他已經是身經百戰的沙場戰將，而他那出色的射術就是在這時培養出來，並得到長足的進步。於1960年3月以破紀錄的5萬5千英鎊轉會至曼城，憑著出色的表現開始為人所注視。這一季他為曼城上陣44場賽事並射入21球，以19歲之齡便能有此表現令當時的人感到驚喜。1961年夏季當時得令的意甲勁旅拖連奴把他帶到意甲聯賽，但意大利的足球風格和生活令他完全不習慣，只為球隊貢獻了10個入球，經過一個失意的球季，他決定重返英格蘭球壇。而曼联於1962年7月10日以破當時國內轉會費紀錄11萬5千英鎊把他收歸其下，亦開始展開他足球事業的首個高峰。

## 中興曼聯
丹尼斯·劳轉會到當時經歷了慕尼黑空難的曼聯，兼負了重振這支勁旅的艱辛任務。他加盟曼聯首季射入23球協助球隊成功護級，但同年他亦協助球隊打入英格蘭足總杯決賽，並射入一球助球隊以3-1擊敗莱斯特城奪得冠軍，取得他職業生涯首個錦標。雖然之後一季他沒有助球隊取得任何錦標，但他出色的入球量令他當選歐洲足球先生，成為唯一一位蘇格蘭球員奪得此榮譽，而這季他總共射入30球。1965年球季，曼聯在丹尼士·羅和博比·查尔顿這對前鋒組合帶領下，重奪失落已久的頂級聯賽冠軍，亦正式標誌著曼聯已重上正軌。隨著佐治·貝斯的冒起，曼聯的攻力可說是無堅不摧。丹尼斯·劳、博比·查尔顿和佐治·貝斯組成的攻擊鐵三角令當時的後衛聞風喪膽，在他們的協助下，曼聯在1967年再度奪得聯賽冠軍。翌年他們更勇奪歐洲冠军杯，可惜的是丹尼斯·劳因傷在準決賽及決賽被迫做座上客，最後只能眼看隊友捧起歐洲最高榮譽的獎杯，亦成為了他人生中最大的遺憾。

## 轉會曼城踢曼聯落乙組
丹尼斯·劳後來經常受傷，而曼聯在攻擊鐵三角相繼退化後成績亦隨之滑落。1973年，丹尼斯·劳離開曼聯，重投同市球會曼城，而他轉會後尋獲第二春，一共取得15個入球，當中最後一球別具意義，成為史上其中一個經典場面。這季曼城聯賽最後一場的對手巧合地是要護級的曼聯，結果憑著丹尼斯·劳射入全場唯一的入球，令曼聯降班收場。丹尼斯·劳對於親手將昔日舊球會送落乙組感到沮喪，此後他亦宣佈掛靴，以傷感的心情去結束他的足球事業。在他效力曼聯期間，一共為球隊貢獻了236球，成為球會史上其中一位偉大射手，而球迷亦稱他為“大帝”令他當上紅魔首個皇帝。

## 國家隊生涯
生於不是足球強國的丹尼斯·劳理所當然在國際賽的成就絕對失意，情形就像著名曼聯左翼吉格斯一樣，但他的情況比傑斯還好些，至少他曾出席過一次世界杯決賽週，就是1974年德國世界杯。這屆他和另一名將达格利什拍擋出擊，但因為實力相差太遠，蘇格蘭難逃分組賽出局的命運，不過在球員生涯晚期能出席國際大型賽事令他感到安慰，隨後他亦退休過回普通人的生活。丹尼斯·劳代表國家隊上陣了55場射入30球，成為蘇格蘭史上最出色的前鋒之一。

## 球員生涯統計
包括所有比賽：
| 季度       | 球隊         | 出賽次數 | 入球數目 |
| ---------- | ------------ | -------- | -------- |
| 1956－57年 | 哈德斯菲尔德 | 18       | 3        |
| 1957－58年 | 哈德斯菲尔德 | 20       | 6        |
| 1958－59年 | 哈德斯菲尔德 | 26       | 2        |
| 1959－60年 | 哈德斯菲尔德 | 27       | 8        |
| 1959－60年 | 曼城         | 7        | 2        |
| 1960－61年 | 曼城         | 43       | 21       |
| 1961－62年 |              | 27       | 10       |
| 1962－63年 |              | 44       | 29       |
| 1963－64年 |              | 41       | 45       |
| 1964－65年 |              | 52       | 39       |
| 1965－66年 |              | 48       | 24       |
| 1966－67年 |              | 38       | 25       |
| 1967－68年 |              | 27       | 9        |
| 1968－69年 |              | 36       | 21       |
| 1969－70年 |              | 20       | 12       |
| 1970－71年 |              | 34       | 16       |
| 1971－72年 |              | 41       | 13       |
| 1972－73年 |              | 12       | 3        |
| 1973－74年 | 曼城         | 26       | 12       |
| 總數       |              | 587      | 300      |

## 個人榮譽
- 歐洲足球先生 1次(1964年)

## 外部連結
- 曼聯網站的簡歷
- 曼徹斯特在線的簡歷（页面存档备份，存于）
- 英格蘭足球名人堂的簡歷